# 薩默菲爾德 (北卡羅萊納州)
薩默菲爾德（英語：Summerfield）是一個位於美國北卡羅萊納州吉爾福德縣的城鎮。

## 人口
根據2020年美國人口普查的數據，薩默菲爾德的面積為69.12平方千米，當中陸地面積為68.37平方千米，而水域面積為0.75平方千米。當地共有人口10951人，而人口密度為每平方千米158人。